# Linz
Linz je statutarni grad u Austriji. Treći je grad po veličini u Austriji i glavni grad Gornje Austrije.
2009. je zajedno s Vilniusom proglašen Europskim glavnim gradom kulture.

## Zemljopis
Nalazi se u sjevernom središnjem dijelu Austrije, oko 30 km južno od granice s Češkom, s obiju strana rijeke Dunava. Smješten je u dolini Linzer Becken okruženoj gorama. Klima je umjereno-kontinentska.
Linz je čvrsto povezan s okolnim mjestima i čini metropolitanski prostor (Ballung). Gradovi Amšteta, Wels i Steyr su satelitski gradovi Linza (gradovi smješteni nedaleko od većeg grada i s njim čvrsto povezani).

## Povijest
Prvo naselje na mjestu Linza su osnovali Rimljani i nazvali ga Lentia. Grad Linz se prvi put spominje 799. godine kad se Bavarska proširila na jug i zauzela taj prostor. Linz je bio značajan trgovački centar na križanju puteva. Za vrijeme cara Fridrika III. je bio najznačajniji grad Svetog Rimskog Carstva. Nakon careve smrti 1493. slabi značenje grada u korist Beča i Praga. U gradu je živio poznati astronom Johannes Kepler.
Od 1600. u gradu živi mnogo protestanata, te dolaze isusovci koji provode protureformaciju. Krajem 17. st. se grade mnoge barokne građevine. 1741. su u sklopu Rata za austrijsko nasljeđe bavarske i francuske trupe zaposjele grad. 1800. je grad poharao požar. 1809. je došlo do sukoba između austrijskih i francuskih snaga u sklopu Napoleonskih ratova kod Ebelsberga južno od Linza. U Linzu je došlo do sukoba u sklopu Revolucije 1848. godine.
1832. je između Linza i Čeških Budějovica sagrađena prva željeznička pruga na europskom kontinentu (izvan Engleske) na kojoj je prometovala konjska željeznica. Istovremeno se jače razvija plovidba Dunavom. Linz postaje jedno od najznačajnijih prometnih čvorišta do kojeg dolazi roba željeznicom iz Češke i dalje se prevozi Dunavom. 1861. se gradi željeznica do Beča i Salzburga i Linz postaje željezničko čvorište. 1880. se u Linzu uvodi konjski tramvaj koji je 1897. elektrificiran. Od sredine 19. st. se razvija industrija (prvenstveno metaloprerađivačka i tekstilna).
Adolf Hitler je djetinjstvo proveo u Linzu. 1934. su u hotelu Schiff u Linzu nacisti pokušali pobunu protiv austrijske vlasti. Nakon pripojenja Austrije Trećem Reichu se u Linzu razvija teška industrija za potrebe rata. Hitler je imao velike graditeljske planove i želio od Linza učiniti kulturnu prijestolnicu Reicha. Između 1945. i 1955. je Austrija bila podijeljena na okupacijske zone. Dunavom je tekla granica sovjetske i američke okupacijske zone, te je Linz u to doba bio podijeljen grad. Kasnije se Linz razvija kao centar kulture i znanosti.

## Kultura
Linz se nakon 2. svj. rata razvija kao značajan kulturni centar na pola puta između Beča i Salzburga. 2009. je zajedno s Vilniusom proglašen Europskim glavnim gradom kulture. Značajan je moderni muzej Lentos i koncertna dvorana Brucknerhaus. Donaulände je park uz Dunav u kojem se održavaju festivali i kulturne priredbe (značajan je Ars Electronica Festival). Postoji i moderni glazbeni muzej Ars Electronica Center.
U gradu postoji dvorac cara Fridrika III. i najstarija austrijska crkva sv. Martina. Značajna je neogotička katedrala sv. Marije.

## Stanovništvo
Treći je grad po veličini u Austriji. 

U samom gradu živi 205.921 stanovnika (procjena 2018.), a 789.811 u aglomeraciji.
U aglomeraciji se nalazi dio 13 drugih općina, s kojima čini 271 tisuću stanovnika.

Linz je i dijelom Linz-Wels-Steyr metropolisa u Gornjoj Austriji, u kojem stanuje trećina stanovnika ove savezne pokrajine (460 tisuća stanovnika), i čini drugu najveću urbanu cjelinu u Austriji.

### Povijesna naseljenost
| Godina | Stanovnika |
| ------ | ---------- |
| 1900.  | 83.356     |
| 1951.  | 184.685    |
| 1961.  | 195.978    |
| 1971.  | 204.889    |
| 1981.  | 199.910    |
| 1991.  | 203.044    |
| 2001.  | 183.504    |
| 2006.  | 188.968    |

## Gradski četvrti
Linz ima 9 distrikata i 36 gradskih četvrti. To su:
- Innenstadt: Altstadtviertel, Rathausviertel, Kaplanhofviertel, Neustadtviertel, Volksgartenviertel, Römerberg-Margarethen
- Waldegg: Freinberg, Froschberg, Keferfeld, Bindermichl, Spallerhof, Wankmüllerhofviertel, Andreas-Hofer-Platz-Viertel
- Lustenau: Makartviertel, Franckviertel, Hafenviertel
- St. Peter
- Kleinmünchen: Kleinmünchen, Neue Welt, Scharlinz, Bergern, Neue Heimat, Wegscheid, Schörgenhub
- Ebelsberg
- Urfahr: Alt-Urfahr, Heilham, Hartmayrsiedlung, Harbachsiedlung, Karlhofsiedlung, Auberg
- Pöstlingberg:Pöstlingberg, Bachl-Gründberg
- St. Magdalena: St. Magdalena, Katzbach, Elmberg

## Gospodarstvo
Linz je jedan od najznačajnijih austrijskih industrijskih centara. Posebno je značajna metaloprerađivačka industrija. Poznata je i prehrambena industrija (posebno proizvodnja bombona).

## Promet
Linz važno prometno središte zbog povezanosti s Češkom. Postoji zračna luka s 10 km dugom stazom koja je povezana s poznatim zračnim lukama u Frankfurtu, Düsseldorfu i Beču. Najčešći letovi su prema Londonskoj zračnoj luci.

## Poznati stanovnici
- Johannes Kepler, astronom

## Gradovi prijatelji, blizanci, pobratimi
Linz je zbratimljen s idućim gradovima:
- Berlin-Charlottenburg, od 1995.
- České Budějovice, od 1987.
- Chengdu, od 1983.
- Gabès, od 1977.
- Halle, od 1975.
- Kansas City, od 1988.
- Gwangyang, od 1991.
- Linköping, od 1995.
- Linz na Rajni, od 1987.
- Modena, od 1992.
- Nižnji Novgorod, od 1993.
- Norrköping, od 1995.
- San Carlos, od 1988.
- Zaporožje, od 1983.
- Tampere, od 1995.

## Šport
Od 2015. održava se turnir Futsal Fešta.

## Vanjske poveznice
- Slubžene stranice (njem.)
- Podatci o gradu (njem.)